# Традиционные верования Науру
Традиционные верования Науру — комплекс традиционных верований, носителями которых является коренное население островного государства Науру.

## Воззрения
Наиболее почитаемой является женское божество Эйджебонг (Eijebong). Богом-творцом окружающего мира считается Ареоп-Энап. Прочие божества и сверхъестественные существа включают правителя моря Детора (Detora), проживающую на небе девушку Эйоувит (Eyouwit) и супругу Луны по имени Эигигу (Eigigu). В традиционных практиках присутствовали колдуны-медиумы, способные входить в транс и связываться с душами умерших, которые, согласно религиозным представлениям, живут на острове Буитани (Buitani).

## Современное состояние
Под влиянием европейской колонизации и распространения христианства, современное население Науру почти полностью перестало исповедовать традиционную веру. Основные источники, свидетельствующие о религии в её старой форме, были опубликованы немецким этнографом Паулем Хамбрухом в 1914 и 1915 годах (монография в двух томах).